# Dura mater
Dura mater, på dansk ofte betegnet den hårde hjernehinde, er den yderste af de tre hjernehinder (Latin: meninges), og den, som har den største indflydelse på hjernens form og opdeling, da den i kraniet danner hjerneseptaerne via dybe folder ind i hjernen. Under dura mater findes arachnoidea mater (spindelhinden), og under denne den inderste pia mater. Selveste dura mater er en tyk membran bestående hovedsageligt af tæt uregelmæssigt bindevæv arrangeret i cellefattige lameller, der krydser på tværs af hinanden.

## Struktur
Dura mater i kraniet ligger intimt op ad indersiden af kraniet, men er i rygsøjlen adskilt fra hvirvelkanalen af det vaskulære fedtvæv i spatium epidurale.

### Endostale lag
I kraniet udfører dura mater også rollen som periost for de omkringliggende knoglestrukturer, og den danner i led med denne rolle et endostalt lag, som histologisk er nærmest identisk med det underliggende "egentlige" dura mater. De to lag adskilles, når den indre dura mater danner sinne septaer, og når den indre dura mater forlader kraniet. Eksempelvis i foramen magnum fortsætter det endostale lag som almindeligt periost, imens det indre dura mater fortsætter som den ydre fibrøse beklædning af rygmarven.
Rummet imellem det endostale lag og kraniet benævnes det epidurale rum.

#### Klinisk betydning
Det endostale lag er tæt og regelmæssigt tilhæftet kranieknoglerne, hvilket er af betydning for indre blødninger i kraniet. En blødning imellem dura mater og kraniet benævnes et epiduralt hæmatom, og grundet den tætte struktur ansamles disse blødninger ofte i ganske små områder, og der kan opstå et akut tryk på hjernen som følge.
Da epidurale blødninger oftest involverer arterielle blødninger fra hovedtraume, udvikler de sig hurtigt.

### Meningeale lag
Laget, som udfører den egentlige hjernehinderolle, benævnes den meningeale lag og er til stede omkring både rygmarven og hjernen. Den er tæt fusioneret med den underliggende spindelhinde, ud over når de to lag adskiller for at omringe en af hjernens venøse sinus. De to lag er dog ikke tilhæftet hinanden, men ligger blot ekstremt tæt op af hinanden.
Der findes et "potentielt" rum imellem det meningeale lag af dura mater og spindelhinden benævnt det subdurale rum. Dette rum dannes kun, når de to hjernehinder adskilles, for eksempel ved et subduralt hæmatom.

#### Hjernesepta
I kraniet danner det meningeale lag også de såkaldte hjernesepta. Disse er folder i laget og danner brede, flade hinder, som adskiller hjernen. Disse er:
- Hjerneseglen, falx cerebri, som ligger imellem og adskiller de to hjernehæmisfærer fra crista galli på sibenet til protuberantia occipitalis interna på indersiden af nakkebenet.
- Lillehjerneteltet, tentorium cerebelli, som danner et teltformet segl imellem storehjernen og lillehjernen fra protuberantia occipitalis interna til processus clinoideus posterior på kilebenet.
- Diaphragma sellae, som ligger hen over fossa hypophysialis. Stilken af hypofysen passerer igennem denne.

#### Klinisk betydning
Beskadigelser af de venøse sinus eller brovenerne, der forbinder til disse, enten som følge af traume eller skrumpning af hjernen, kan resultere i en indre blødning imellem dura mater og spindelhinden, benævnt et subduralt hæmatom. Disse to lag er ikke tilhæftet på samme måde som dura mater og kraniets inderside, fordeler det venøse blod sig langs hele overfladen af spindelhinden, og der ses en gradvis stigning af tryk på hjernen fra alle sider.
Subdurale blødninger kan i nogle tilfælde, grundet den større overflade og den svagere venøse blodtilførsel, tage flere måneder om at vise sig i form af symptomer, og benævnes kroniske subdurale blødninger.